# Nymfagog
Nymfagog (grekiska, av nymfe, brud, och agein, föra), ’brudförare’, som i antikens Grekland förde bruden till brudgummen på ett bröllop. Ordet användes dock endast i fråga om ett andra eller senare äktenskap. Vid första äktenskapet var det en paranymfos, som på en vagn förde brud och brudgum till den senares bostad.